# 시리아-튀르키예 국경

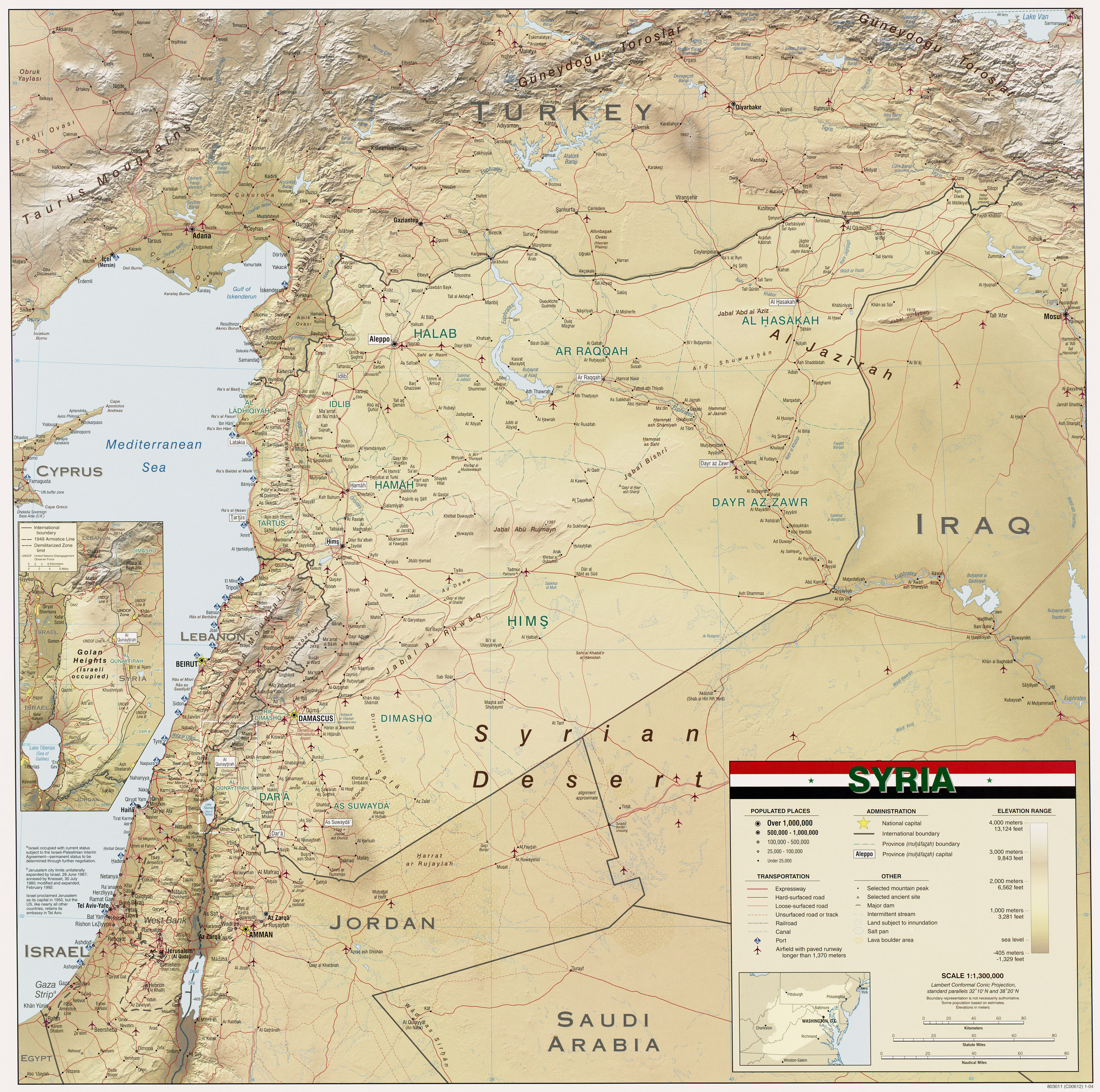
북쪽에 터키가 있는 시리아 지도

시리아와 튀르키예 간 국경(الحدود السورية التركية, Suriye–Türkiye sınırı) 길이는 약 909 킬로미터 (565마일)이며, 서쪽으로는 지중해부터 동쪽으로는 이라크와 삼합점까지 뻗어있다. 이 국경은 약 400킬로미터 (250마일)에 걸쳐 메소포타미아 북부를 관통하고, 유프라테스강을 건너 티그리스강에 이른다. 국경 대부분은 바그다드 철도의 터키 남부 구간을 따라 대략 37도, 42도 동부 자오선 사이 북위 37도선을 따라 이어진다. 서쪽에서는 터키의 하타이주를 거의 둘러싸고 있으며, 일부는 오론테스강의 흐름을 따라 제벨 아크라 기슭의 지중해 연안에 이른다. 국경과 맞단 도시는 카라블루스, 코바니, 카미실리 등이 있다.

## 설명

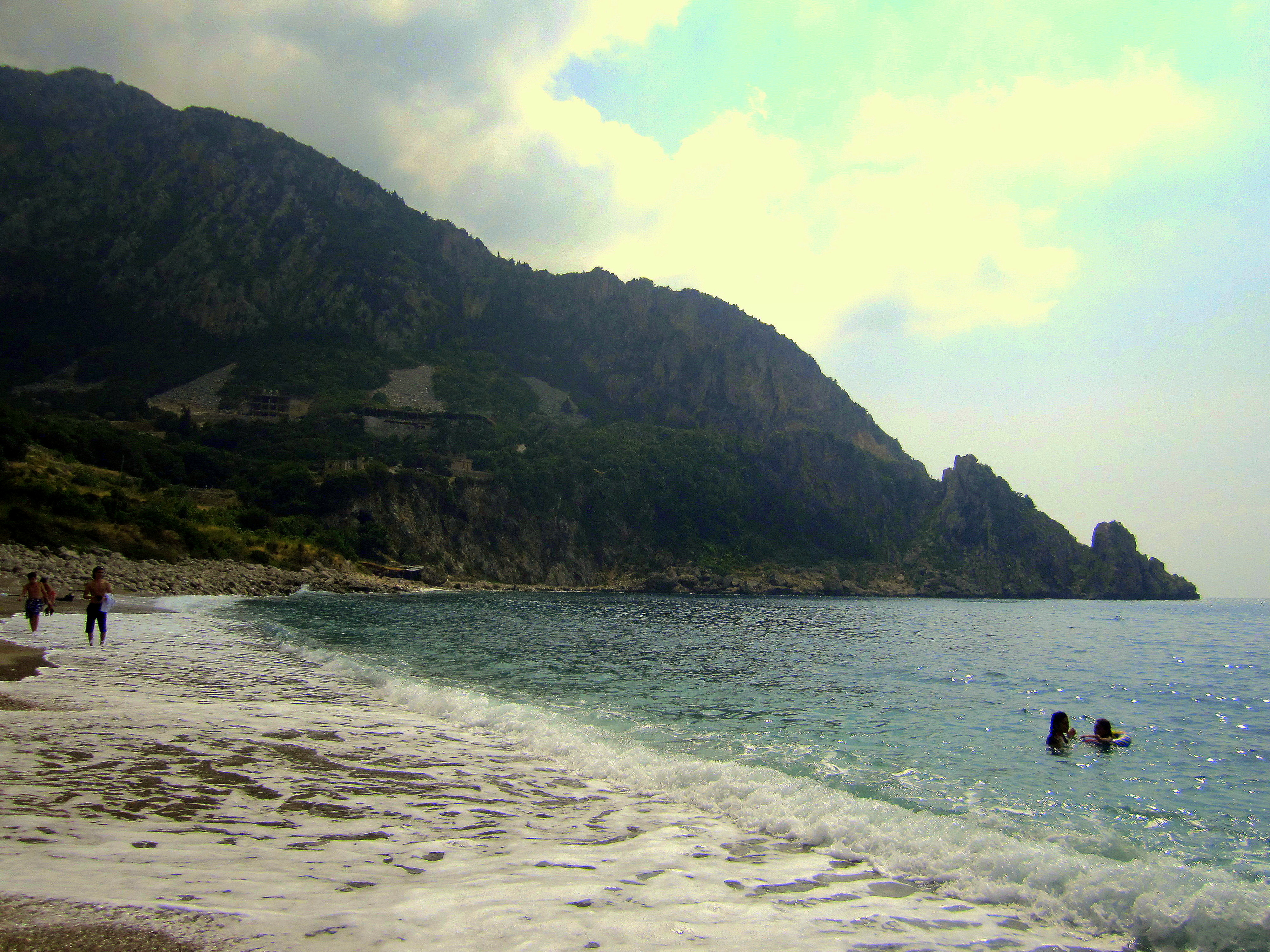
시리아-터키 국경 인근 도시 케삽에 있는 카라두란/알사마라 해변

터키가 1939년 하타이주를 점유한 이후 시리아-터키 국경은 현재 제벨 아크라 남쪽 작은 마을 라스 알바싯에 있는 지중해 연안과 접하고 있다.(북위 35° 55′ 44″ 동경 35° 55′ 04″ / 북위 35.9288°  동경 35.9178° ). 하타이 주는 시리아 라타키아주와 이들리브주와 접해 있다.
국경은 현재 오론테스강을 따라 북쪽과 동쪽으로 뻗어 있으며, 코스 일부에선 2011년에 시리아-터키 우정 댐 건설이 시작되었다. (그러나 이후 발발한 시리아 내전으로 연기됨) 동쪽으로 이스켄데룬 – 알레포 도로의 밥 알하와 국경 교차로까지 이어진 다음 하타이와 가지안테프주 경계로 이동해서 북쪽으로 더 가면 메이단 에키비스 (아프린구) 밖 북위 36° 49′ 48″ 동경 36° 39′ 54″ / 북위 36.830°  동경 36.665° 에서 급격히 동쪽으로 급격하게 꺾여있다. .
하타이 지방을 제외한 터키 국경 쪽은 아나톨리아 남동부 지역 내에 있다. 메이단 에크비스의 동쪽 국경은 동쪽으로 약 400 km, 대략 북위 37도선을 따라 동경 37도에서 동경 42도에 이르는 자오선을 지나간다. 알라이에서 누사이빈 / 카미실리까지 국경은 코냐-바그다드 선로를 따라서 나있다. 이 국경은 자라불루스/ 카라카미슈에서 유프라테스강을 가로질러 국경 도시 코바니 (아인 알 아랍)의 북쪽을 통과한다. (바그다드 철도 건설 프로젝트의 일환으로 1912년에 만들어졌다.). 락까주의 텔아비야드 구 텔아비야드 / 아크차칼레의 분할된 국경 마을을 포함해 터키 샨르우르파주와 국경을 접하고 있다. 여전히 샨르우르파주와 접하고 있는 하사카주는 라스알아인에서 국경을 넘어 제일란프나르로 연결된다. 제일란프나르에서 동쪽으로 100km 떨어진 국경은 터키 마르딘주 (고대 니시비스, 시리아의 에프렘 발상지)에 있는 국경 도시 누사이빈을 지나 시리아 카미슐리 옆에 있다. 시리아 알레포주에는 터키 킬리스주, 가지안테프주, 샨르우르파주와 221킬로미터 (137마일) 길이에 이르는 북쪽 국경이 있다.
터키 쪽에서는 유럽 고속도로 90호선이 국경을 따라 이어져 있으며, 티그리스강에 위치한 지즈레와 유프라테스강에 위치한 비레지크와 교차한다. 마지막 30km 에선 국경이 티그리스 강을 따라 남동쪽으로 돌아 이라크-시리아-터키 삼중점에 닿아있다.

## 역사

1920년 세브르 조약에 따라 결정된 터키의 국경.

20세기 초, 전체 국경 지역은 오스만 제국의 일부였다. 제1차 세계 대전 기간 동안 영국의 지원으로 일어난 아랍 반란은 오스만령 시리아와 메소포타미아에서 오스만 제국을 성공적으로 몰아냈지만, 영국과 프랑스는 1916년, 사이크스-피코 협정을 맺으면서 이 지역을 양국이 비밀리에 분할하기로 합의하였다.
1920년, 시리아는 공식으로 프랑스의 위임통치령이 되었고, 처음에는 프랑스가 통제하는 알렉산드레타 산자크 (현재 터키 하타이 주)를 포함한 여러 주로 분할되었다. 1920년, 세브르 조약으로 오늘날 터키의 아나톨리아 쪽 영토가 분할되면서 시리아-터키 국경이 현재 위치보다 더 북쪽에 위치하게 되었다. 터키 민족주의자들은 이 조약에 격분하여 터키 독립 전쟁을 일으켰다. 이 전쟁에서 터키가 승리를 거두면서 세브르 조약은 무의미한 조약이 되었다. 프랑스 총리 아리스티드 브리앙과 터키 외무장관 유수프 케말 베이 간 협상 이후 1921년 프랑스와 터키 간 앙카라 조약이 체결되면서 터키 측에 유리한 국경이 그려졌다. 1923년, 로잔 조약으로 터키의 독립이 인정되었고 훨씬 더 관대한 영토 확정 합의가 이루어졌지만, 터키는 공식으로 아랍 토지에 대한 영유권 주장을 포기하는 대가를 치르게 되었다. 로잔 조약에 이어 1926년에는 시리아-터키 국경이 메이단 에크비스와 누사이빈 사이, 1929년에는 누사이빈과 이라크와 삼합점 사이로 국경이 더 정확하게 확정되었다. 그 후 1930년 5월 3일, 하타이 동쪽 전체 국경을 포괄하는 최종 국경 의정서가 확정되어 국제 연맹에 기탁되었다.

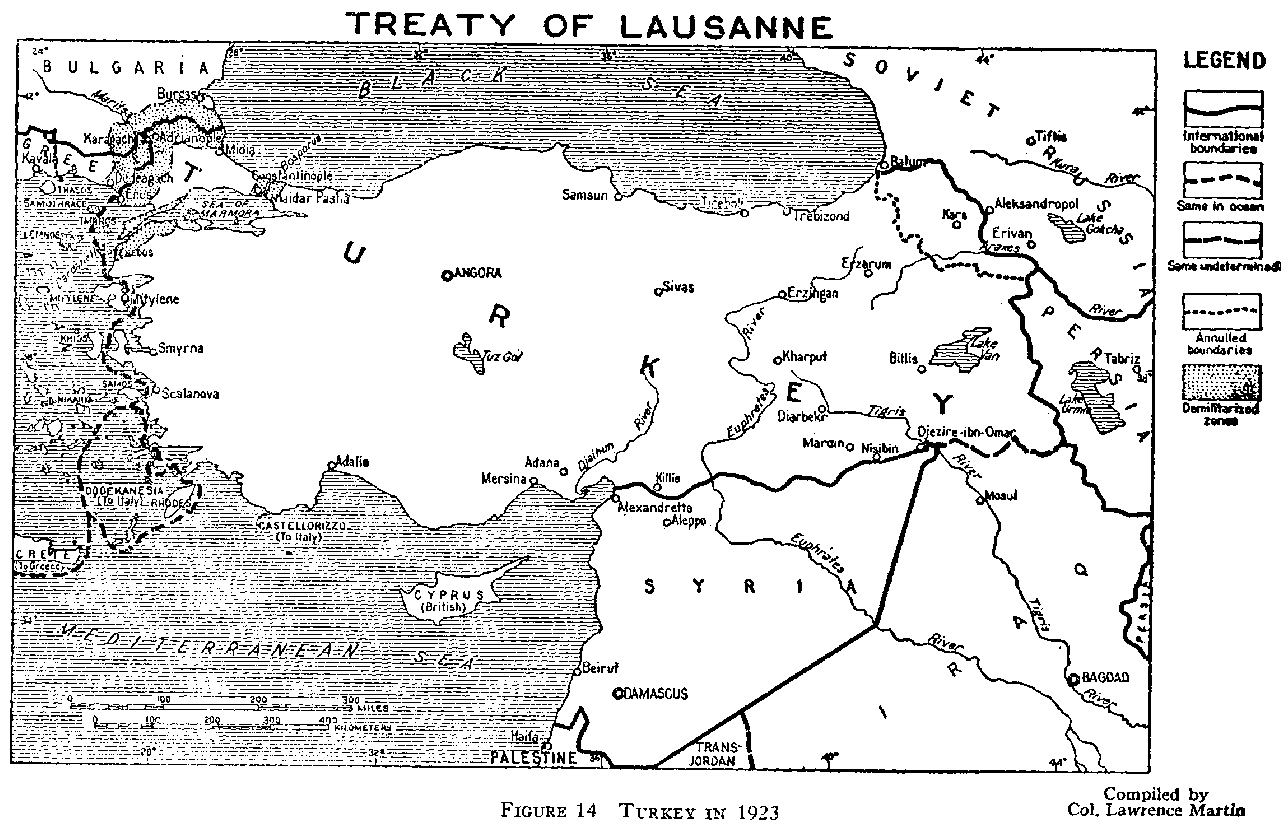
1923년 로잔 조약으로 결정된 터키의 국경. 하타이 주는 시리아 영토로 표시되어 있다.

오늘날 터키 하타이 주는 1923년까지 자치권을 유지하며 특별한 사례로 남았는데, 그 후 알렉산드레타 산자크로 시리아의 일부가 되었고, 1938년에는 하타이 공화국으로 독립한 후 1939년 터키에 합병되어 하타이 주가 되었다. 국경의 하타이 구획은 1938년에 구분되었고, 다음 해 확정되어 지면에 수많은 기둥으로 표시되었다. 1939년 7월 23일, 하타이는 공식으로 터키에 이전되었다.
1944년, 시리아가 독립 국가가 되면서 두 주권 국가 사이에서 국경은 하나가 되었다. 터키가 북대서양 조약 기구 (1952년), 유럽 안보 협력 기구 (1973년)에 가입했을 때, 시리아와 국경도 이 조직들의 외부 경계를 형성했다. 시리아는 계속해서 하타이 주를 대시리아의 일부라고 주장하고 있으며, 최근 수십 년 동안 시리아인들이 주장이 덜 부각되었으나, 공식 지도에서 이 지역을 자주 시리아의 일부로 묘사했다.
2011년 시리아 내전이 발발한 이후 국경을 넘어 긴장이 고조되었고, 여러 충돌이 발생했다. 또한 국경을 넘어 터키로 상당한 숫자에 달하는 난민 유입이 발생했다. 터키는 2014년에 국경 장벽을 건설하기 시작했다.

시리아 인권 관측소에 따르면, 시리아 내전 발발 이후 시리아-터키 국경에서 터키 헌병대 (잔다르마)의 사격으로 어린이 86명과 여성 45명을 포함해 시리아 민간인 약 471명이 사망했다.

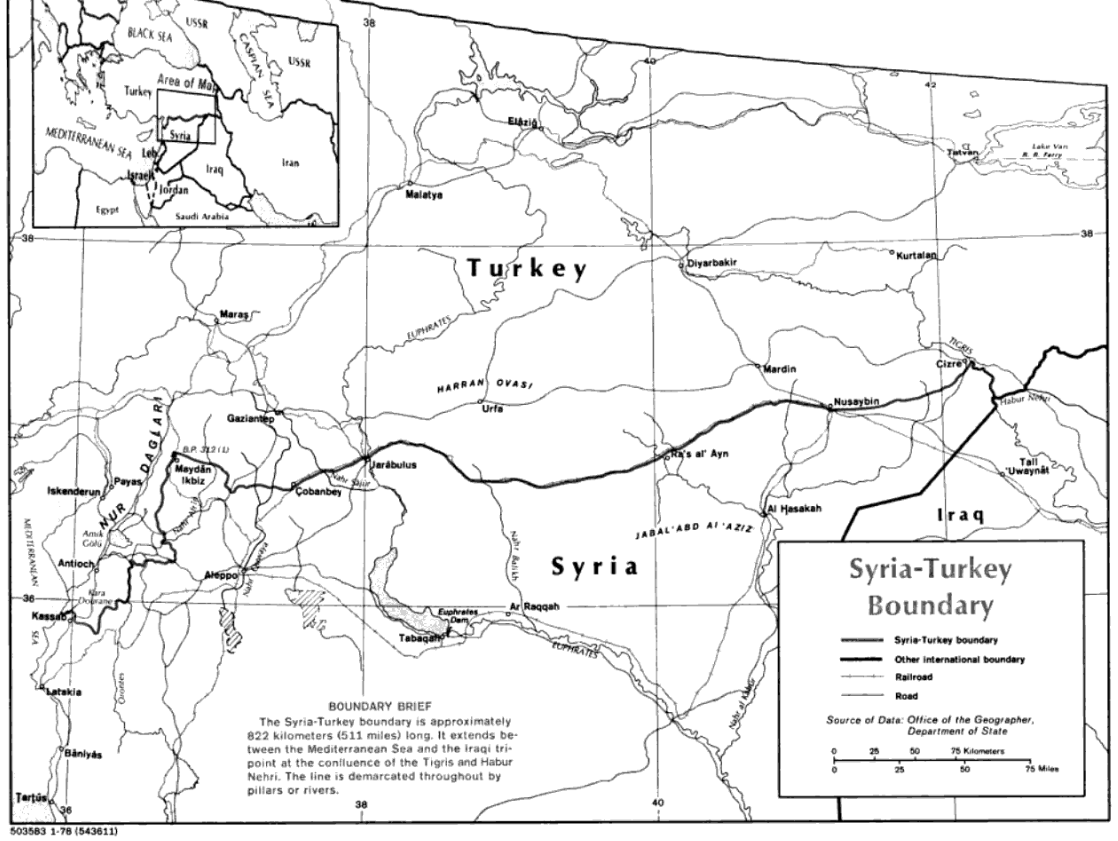
시리아-터키 국경 지도
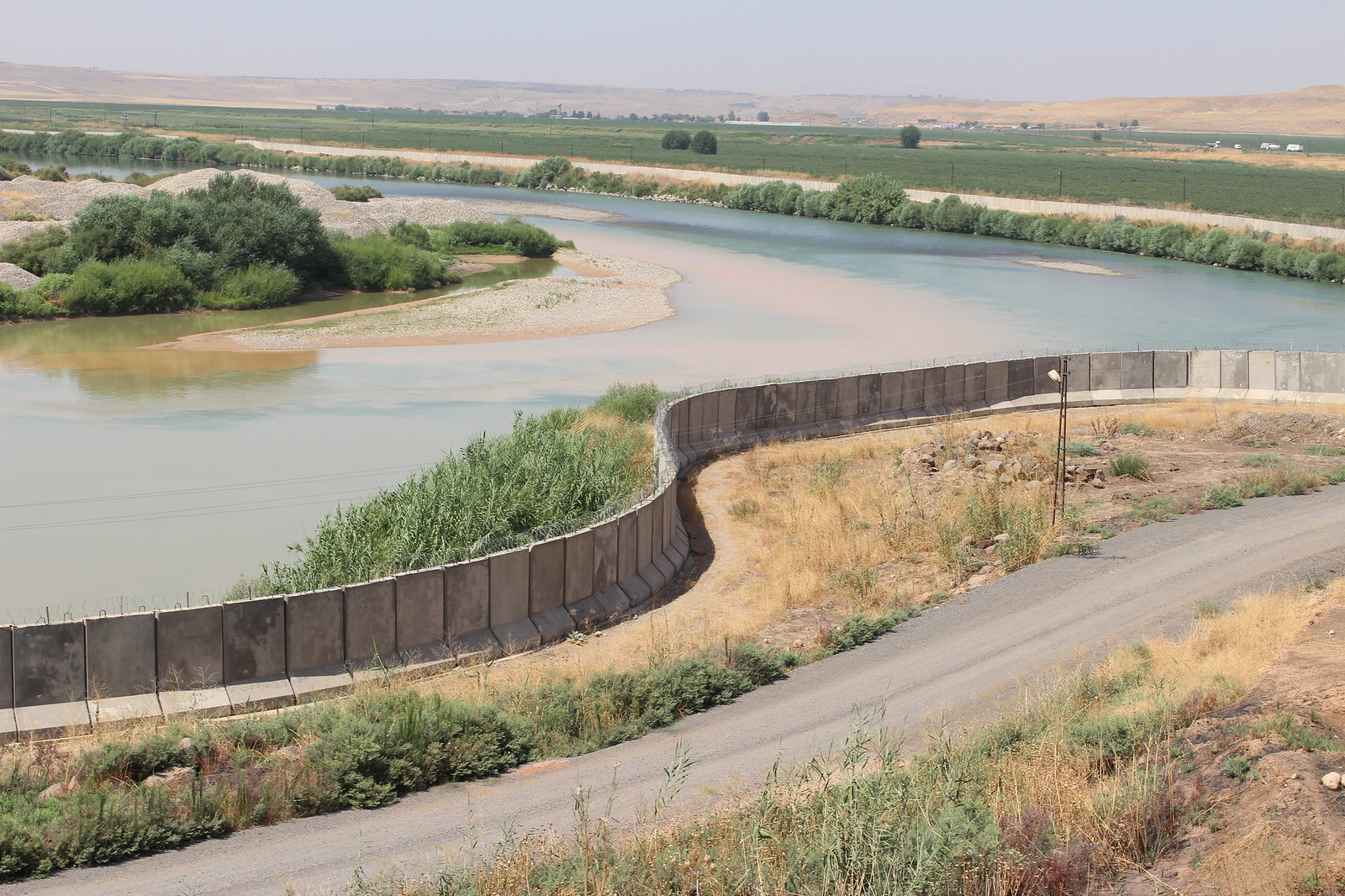
터키가 건설한 국경 장벽 일부
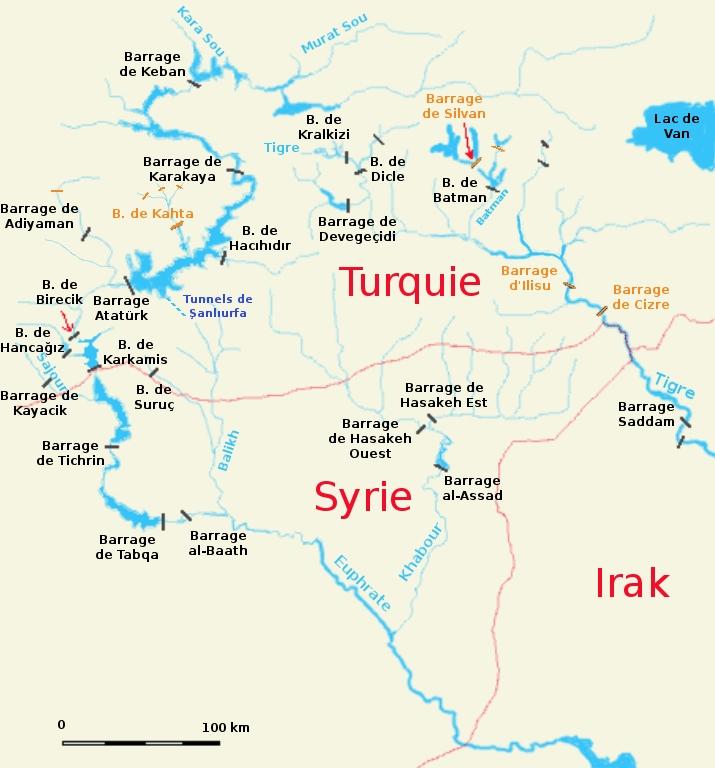
시로-터키 국경의 동쪽 부분을 가로지르는 티그리스-유프라테스 강 체계 지도
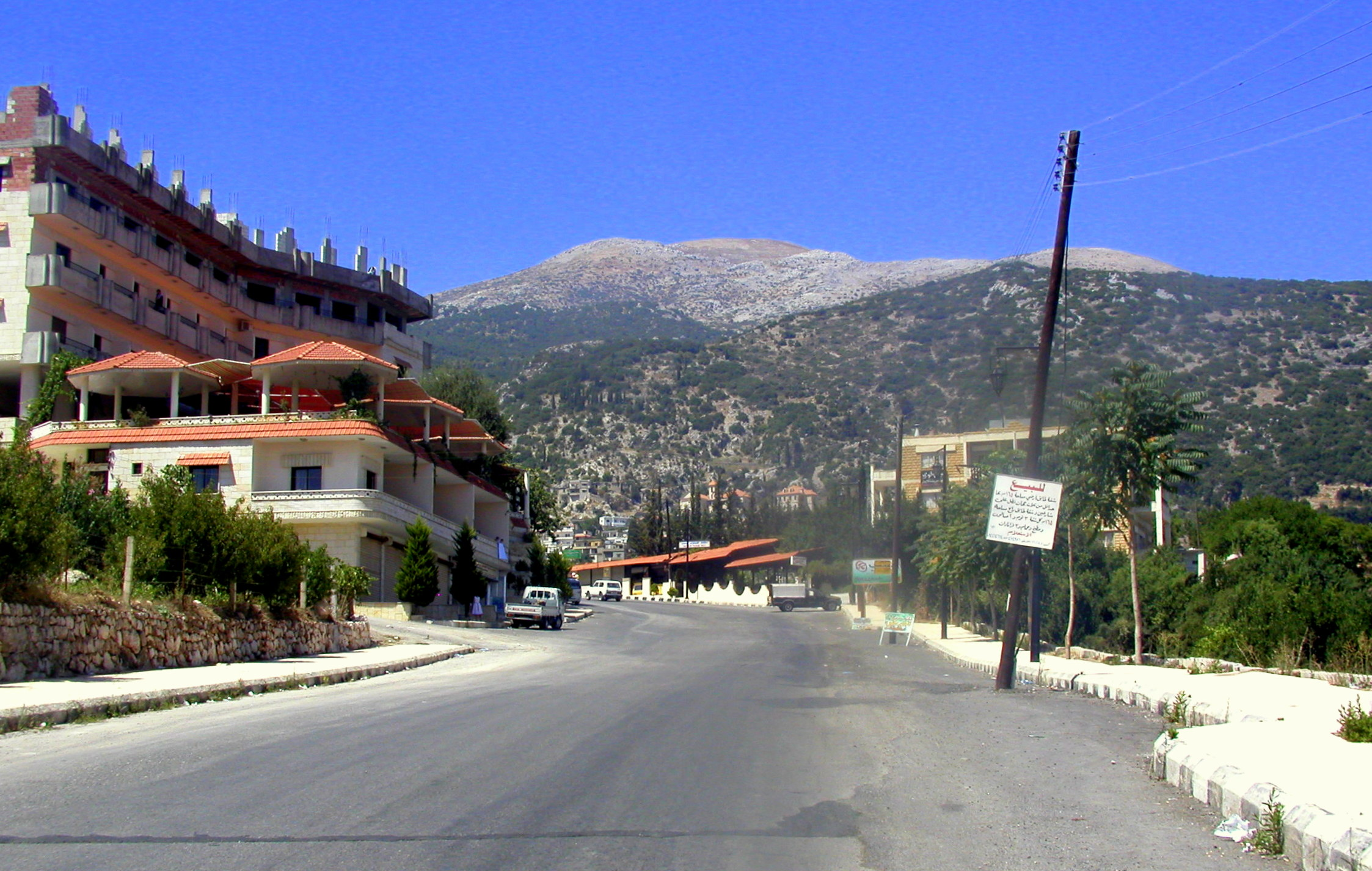
시리아 케삽에서 제벨 아크라 (터키) 정상을 바라본 모습

## 같이 보기
- 시리아-터키 장벽
- 시리아-터키 관계
- 시리아 내전 동안 시리아-터키 국경 충돌
  - 시리아 북부 완충 지대
- 시리아 투르크멘인
- 쿠르디스탄
- 시리아 내전의 난민